# Sân bay Lalibela
Sân bay Lalibela (IATA: LLI, ICAO: HALL) là một sân bay ở Lalibela, vùng Amhara, Ethiopia.

## Hãng hàng không và điểm đến
| Hãng hàng không    | Các điểm đến                         |
| ------------------ | ------------------------------------ |
| Ethiopian Airlines | Addis Ababa, Axum, Bahir Dar, Gondar |